# Przydech
Przydech (aspiracja) – zjawisko fonetyczne polegające na energicznym rozwarciu wcześniej zwartych narządów mowy, co daje słaby dźwięk h towarzyszący artykulacji danej spółgłoski zwartej.
Może być cechą fonologiczną relewantną, np. w zulu i chińskim, w językach indyjskich (zarówno indoaryjskich, jak i drawidyjskich) i tajskich.
Dźwięczne spółgłoski przydechowe [bʰ dʰ gʰ] (określane ściślej jako dysząco dźwięczne) istniały w praindoeuropejskim, lecz zanikły w większości języków pochodnych, np. w polskim przeszły w [b d g]. Zostały zachowane w językach indoaryjskich.
W klasycznym języku greckim kontynuantami tych fonemów są bezdźwięczne [pʰ tʰ kʰ], zapisywane literami φ, θ i χ. W nowogreckim spółgłoski te uległy jednak spirantyzacji.
W języku angielskim spółgłoski /p/, /t/ i /k/ wymawiane są z przydechem, jeżeli występują przed samogłoską akcentowaną. Jeżeli przed wyżej wymienionymi spółgłoskami występuje spółgłoska [s], przydech nie występuje, na przykład:
- [p]: pit [pʰɪt], ale spit [spɪt].
- [t]: top [tʰɒp], ale stop [stɒp].
- [k]: kit [kʰɪt], ale skit [skɪt].